# Světový pohár v biatlonu 2020/2021 – Oberhof
5. podnik Světového poháru v biatlonu v sezóně 2020/2021 se konal od 7. do 10. ledna 2021 v německém Oberhofu. Na programu podniku byly závody ve sprintu, stíhací závody, smíšená štafeta a smíšený závod dvojic.
Závody byly ovlivněny infekcí koronaviru. Českému mužskému týmu zbyli v neděli jen dva zdraví závodníci, takže neobsadil smíšený závod dvojic. Ještě více pozitivních na covid-19 bylo zjištěno u bulharského týmu, který celý odcestoval z Oberhofu.

## Program závodů
Oficiální program:
| Datum     | Disciplína           | Začátek (SEČ) | Počet závodníků |
| --------- | -------------------- | ------------- | --------------- |
| 8. ledna  | Sprint (ženy)        | 11:30         | 104             |
| 8. ledna  | Sprint (muži)        | 14:15         | 106             |
| 9. ledna  | Stíhací závod (ženy) | 12:45         | 57              |
| 9. ledna  | Stíhací závod (muži) | 14:45         | 59              |
| 10. ledna | Smíšená štafeta      | 11:30         | 24 týmů         |
| 10. ledna | Smíšený závod dvojic | 14:40         | 25 týmů         |

## Průběh závodů
Před začátkem vlastních závodů museli čeští trenéři měnit sestavu. Po soustředění ve slovinské Pokljuce byl zjištěn koronavirus u Michala Krčmáře a Adama Václavíka. Pozitivní test měli i dva členové servisního týmu. „Servisu budou pomáhat i trenéři, musíme si s tím nějak poradit. Na cestě do Oberhofu je Michal Šlesingr, který pomůže s testováním“ informoval o dalším postupu reprezentační trenér Ondřej Rybář. Přímo v Oberhofu pak byla zjištěna nákaza u Vítězslava Horniga a do karantény musel i jeho spolubydlící Tomáš Krupčík.
Mezi sobotními a nedělními závody potvrdily testy nákazu i u Tomáše Mikysky. Do karantény musel i Milan Žemlička a Češi tak neměli koho nasadit do mužské části smíšeného závodu dvojic. Trenéři uvažovali, zda by mohl oba nedělní závody absolvovat Jakub Štvrtecký, ale z důvodů velmi náročné trati se rozhodli závod dvojic neobsadit.
Ženské části týmu se nákaza vyhnula.

### Sprinty
V závodě žen startovala v první skupině Norka Tiril Eckhoffová. Velmi rychlým během a bezchybnou střelbou se udržovala v popředí, v polovině závodu se dostala na průběžně první místo a s půlminutovým náskokem zvítězila. Druhá Hanna Öbergová střílela také čistě, ale neběžela tak rychle. Na třetí místo se probojovala Rakušanka Lisa Hauserová, která se tím poprvé v kariéře dostala na stupně vítězů v individuálním závodě. 
Markéta Davidová začala velmi rychle a po první čisté střelbě byla s nepatrným náskokem průběžně v čele. Další kola však běžela pomaleji a navíc při střelbě vstoje nezasáhla jeden terč. „Už dřív to tu bylo dost těžké, ale letos Oberhof dostává grády. Prodloužili první kopec,“ komentovala po závodě svůj běh a změny na trati. V cíli byla nakonec sedmá s minutovou ztrátou na vítěznou Norku. Díky bodovému zisku se posunula do první desítky průběžného celkového pořadí světového poháru, když jí patřilo 8. místo. Do sobotního stíhacího závodu se z českých biatlonistek probojovala dále jen Eva Puskarčíková z 39. místa.
Ve sprintu mužů zvítězil vedoucí závodník světového poháru Nor Johannes Thingnes Bø. I když udělal jednu chybu při střelbě vleže, běžel stejně jako v prvním sprintu sezóny nejrychleji. Do posledního kola sice s náskokem 3 vteřin vyjížděl čistě střílející Tarjei Bø, ale mírně zvolnil a dojel druhý. Všechna místa na stupních vítězů obsadili Norové, když třetí skončil Sturla Holm Laegreid. 
Z českých reprezentantů nastoupili pouze tři junioři – ostatní měli buď pozitivní test na koronavirus, nebo museli do karantény. Nejlépe z nich dojel Jakub Štvrtecký na 41. místě. Dobře běžel, ale při každé zastávce na střelnici udělal jednu chybu a navíc vstoje střílel vinou vyčerpání nejpomaleji ze všech startujících biatlonistů. Do stíhacího závodu se probojoval i Milan Žemlička z 57. pozice.

### Stíhací závody
V závodě žen si dlouho udržovala náskok ze sprintu Norka Tiril Eckhoffová. Při druhé střelbě sice nezasáhla jeden terč, ale většina jejích soupeřek také chybovala, takže si Eckhoffová udržovala aspoň půlminutový náskok. S tím také přijela k poslední střelbě, kde však poslední ranou nezasáhla terč. Po odjezdu z trestného kola se za ní dostala bezchybně střílející Marte Olsbuová Røiselandová, která s ní jela v těsném kontaktu celé poslední kolo. V cílové rovině však již nedokázala Røiselandová zrychlit, a tak Eckhoffová získala již 18. individuální vítězství v závodu světového poháru. 
Mezi prvními závodnicemi s dlouho držela i Markéta Davidová. Při poslední střelbě však zasáhla jen dva terče z pěti a klesla na 12. místo, na kterém taky dojela do cíle. Eva Puskarčíková udělala sice jen dvě střelecké chyby, ale vinou pomalého běhu dokončila až na 43. pozici.
V mužském závodě si po startu udržoval náskok Nor Johannes Thingnes Bø. Při každé střelbě vleže však udělal jednu chybu a předstihl jej jeho bratr Tarjei Bø. Na první položce vstoje navíc Johannes Bø nezasáhl čtyři terče, propadl se do druhé desítky a závod dokončil až osmý. Tarjei Bø vedl, ale při poslední střelbě udělal tři chyby a do čela se dostali lépe střílející Sturla Holm Laegreid a Johannes Dale. Laegreid svůj náskok udržel a norští reprezentanti tak stejně jako ve sprintu obsadili všechna místa na stupních vítězů. Z českých biatlonistů Jakub Štvrtecký se třemi chybami dokončil na 35. místě a získal tak svoje první body v tomto ročníku světového poháru. Milan Žemlička se dvěma nezasaženými terči dojel na 49. pozici.

### Smíšená štafeta
V začátcích závodu vedla francouzská štafeta, ale pak se do čela dostalo zásluhou čisté střelby a rychlého běhu Světlany Mironovové Rusko. První místo udržel na třetím úseku Alexandr Loginov a do poslední střelecké položky i Eduard Latypov. Při ní však udělal dvě chyby a klesl na třetí místo. Do vedení se zásluhou bezchybné střelby Quentina Fillona Mailleta vrátila Francie. Maillet však jel pomaleji a v posledním stoupání se před něj dostala norská a ruská štafeta. Těsně před stadionem pak Latypov předjel Sturlu Laegreida; ruský tým tak zvítězil ve smíšené štafetě poprvé po osmi letech. Českým reprezentantům se nedařilo zejména střelecky. Po úsecích Jessicy Jislové a Markéty Davidové byli sice na šesté pozici, ale Jakub Štvrtecký udělal čtyři chyby na střelnici a Ondřej Moravec jel navíc trestné kolo. Česká štafeta tak skončila na 14. místě.

### Smíšený závod dvojic
Od prvních kol se v čele držel francouzský tým, který po polovině závodu vystřídali Norové. Po šesté střelbě však Tiril Eckhoffová musela na tři trestná kola, a tak Julia Simonová předávala Emilienu Jacquelinovi s půlminutovým náskokem. Nor Johannes Thingnes Bø sice jel rychle, ale hůře střílel, takže z šesté pozice na předávce zlepšil pozici norské dvojice jen na třetí místo. Vyrovnaným výkonem dosáhli na druhé místo Švédové. Čeští biatlonisté kvůli oslabení týmu koronavirovou nákazou do závodu nenastoupili.

## Umístění na stupních vítězů

### Muži
| Disciplína              | První místo          | Výkon             | Druhé místo   | Výkon             | Třetí místo          | Výkon             |
| Sprint (10 km)          | Johannes Thingnes Bø | 25.12,0 (0+1)     | Tarjei Bø     | 25.22,8 (0+0)     | Sturla Holm Laegreid | 25.33,6 (0+0)     |
| Stíhací závod (12,5 km) | Sturla Holm Laegreid | 36.01,8 (0+1+0+1) | Johannes Dale | 36.17,4 (0+0+0+2) | Tarjei Bø            | 36.28,2 (0+0+0+3) |

### Ženy
| Disciplína            | První místo      | Výkon             | Druhé místo                 | Výkon             | Třetí místo    | Výkon             |
| Sprint (7,5 km)       | Tiril Eckhoffová | 23.54,0 (0+0)     | Hanna Öbergová              | 24.23,6 (0+0)     | Lisa Hauserová | 24.34,5 (0+1)     |
| Stíhací závod (10 km) | Tiril Eckhoffová | 32.20,9 (0+1+0+1) | Marte Olsbuová Røiselandová | 32.21,4 (0+0+0+0) | Lisa Hauserová | 33.03,9 (0+0+0+1) |

### Smíšené štafety
| Disciplína                        | 1. místo                                                                   | Výkon                                                     | 2. místo                                                                                            | Výkon                                                     | 3. místo                                                                                      | Výkon                                                     |
| Smíšený závod dvojic (6 + 7,5 km) | Francie Julia Simonová Émilien Jacquelin                                   | 39.04,8 (0+2) (0+1) (0+0) (0+0)                           | Švédsko Hanna Öbergová Sebastian Samuelsson                                                         | 39.43,6 (0+0) (0+2) (0+0) (0+3)                           | Norsko Tiril Eckhoffová Johannes Thingnes Bø                                                  | 39.48,7 (0+0) (3+3) (0+3) (0+2)                           |
| Smíšená štafeta (4×6 km)          | Rusko Uljana Kajševová Světlana Mironovová Alexandr Loginov Eduard Latypov | 1:08.21,7 (0+2) (0+1) (0+0) (0+1) (0+1) (0+1) (0+0) (0+2) | Norsko Ingrid Landmark Tandrevoldová Marte Olsbuová Røiselandová Johannes Dale Sturla Holm Laegreid | 1:08:22,4 (0+0) (0+1) (0+2) (0+1) (0+0) (0+1) (0+1) (0+1) | Francie Anaïs Chevalierová-Bouchetová Justine Braisazová Fabien Claude Quentin Fillon Maillet | 1:08:33,8 (0+0) (0+0) (0+0) (0+2) (0+2) (0+2) (0+0) (0+0) |

## Pořadí zemí
| Pořadí | Země     | 1. místo | 2. místo | 3. místo | Celkově |
| ------ | -------- | -------- | -------- | -------- | ------- |
| 1.     | Norsko   | 4        | 4        | 3        | 11      |
| 2.     | Francie  | 1        | 0        | 1        | 2       |
| 3.     | Rusko    | 1        | 0        | 0        | 1       |
| 4.     | Švédsko  | 0        | 2        | 0        | 2       |
| 5.     | Rakousko | 0        | 0        | 2        | 2       |
|        | Celkem   | 6        | 6        | 6        | 18      |